# Blaž među ženama (televizijska serija)
Blaž među ženama je nadolazeća hrvatska televizijska serija, redatelja i scenarista Gorana Kulenovića.
Snimanje je krenulo 24. veljače 2025. a trajalo je do kraja travnja, snimalo se u Zagrebu i Splitu.
Prikazivanje serije planirano je za jesen na HRT-u.

## Radnja
Radnja prati život Blaža Živkovića koji se, suočen s neočekivanim prekretnicama u osobnom i profesionalnom životu, bori da pronađe svoje mjesto u svijetu. Nakon traumatičnih događaja iz prošlosti, on kreće na put samospoznaje, gdje se susreće s različitim likovima – nekima od kojih mu pružaju podršku, dok drugi donose nove izazove i sukobe. Kroz emocionalne uspone i padove, serija istražuje teme ljubavi, gubitka i iskupljenja, naglašavajući koliko je važno prepoznati vlastite slabosti i snagu da se promijeni. Priča se neprestano razvija, uvlačeći gledatelje u mrežu intrigantnih odnosa i neočekivanih obrata, a svaki susret i odluka imaju dalekosežne posljedice po njegov život.

## Glumačka postava
- Marko Makovičić kao Blaž Živković "Živac"
- Marija Škaričić kao Maja
- Luna Pilić kao Daria Živković, Blaževa kćer
- Mia Bujan
- Sara Parisi kao Ivona, Blaževa neznana kćer
- Slavko Sobin kao Špiro, Blažev susjed
- Doris Šarić-Kukuljica
- Lana Barić
- Ivica Zadro
- Stipe Radoja
- Slavica Knežević
- Đorđe Kukuljica
- Sava Stojanović
- Branimir Rakić
- Vjeran, djed
- Bjanka, baka
- Ankica, prodavačica
- Elvis, prostodušni torcidaš

## Produkcija
Serija je prvotno bila prijavljena na scenaristički natječaj Nove TV, koji je bio otvoren od 14. srpnja do 15. listopada 2022. godine. Na natječaju je odabrana kao pobjednički projekt, što je Nova TV službeno objavila u 15. prosinca 2022. godine. Međutim, unatoč odobrenju na natječaju, serija nikada nije bila emitirana na toj televiziji, a razlozi za to nisu javno poznati.
U rujnu 2024. godine, Hrvatska radiotelevizija (HRT) preuzela je projekt, otkupila prava i dogovorila produkciju serije. Na sjednici Nadzornog odbora HRT-a, održanoj 27. rujna 2024., dana je suglasnost za sklapanje ugovora između HRT-a i produkcijske kuće STUDIO FOKUS d.o.o., čime su definirana prava i obveze u vezi s ulaganjem u proizvodnju i korištenje serije.
Snimanje je krenulo 24. veljače 2025. a trajalo je do kraja travnja, snimalo se u Zagrebu i Splitu.